# Kongens nei
Kongens nei é um filme de drama irlandês-norueguês de 2016 dirigido por Erik Poppe e escrito por Harald Rosenløw-Eeg e Jan Trygve Røyneland. Foi selecionado como representante da Noruega ao Oscar de melhor filme estrangeiro em 2017.

## Elenco
- Jesper Christensen - Haakon VII da Noruega
- Anders Baasmo Christiansen - Olavo V da Noruega
- Tuva Novotny - Marta da Suécia
- Katharina Schüttler - Anneliese Bräuer
- Karl Markovics - Kurt Bräuer
- Juliane Köhler - Diana Müller
- Rolf Kristian Larsen - Brynjar Hammer
- Erik Hivju - Birger Eriksen